# تری‌متیل‌سولفوکسونیوم یدید
تری‌متیل‌سولفوکسونیوم یدید(به انگلیسی: Trimethylsulfoxonium iodide) یک نمک سولفوکسونیوم است. برای تولیددی‌متیلوکسوسولفونیوم متیلید از طریق واکنش با سدیم هیدرید استفاده می‌شود. ترکیب اخیر به عنوان یک واکنشگر انتقال متیلن استفاده می‌شود و برای تهیه اپوکسیدها کاربرد دارد.
این ترکیب به صورت تجاری در دسترس است. ممکن است از واکنش دی‌متیل سولفوکسید و یدومتان تهیه شود:
(CH۳)۲SO + CH۳I → (CH۳)۳SO+I−